# Anoplodactylus laciniosus
Anoplodactylus laciniosus is een zeespin uit de familie Phoxichilidiidae. De soort behoort tot het geslacht Anoplodactylus. Anoplodactylus laciniosus werd in 1995 voor het eerst wetenschappelijk beschreven door Child. 